# Kråkshults distrikt
Kråkshults distrikt är ett distrikt i Eksjö kommun och Jönköpings län. 
Distriktet ligger i sydöstra delen av kommunen. 

## Tidigare administrativ tillhörighet
Distriktet inrättades 2016 och utgörs av en del av området som Mariannelunds köping omfattade till 1971, delen som före 1952 utgjorde Kråkshults socken.
Området motsvarar den omfattning Kråkshults församling hade vid årsskiftet 1999/2000.